# Forst (Schonungen)

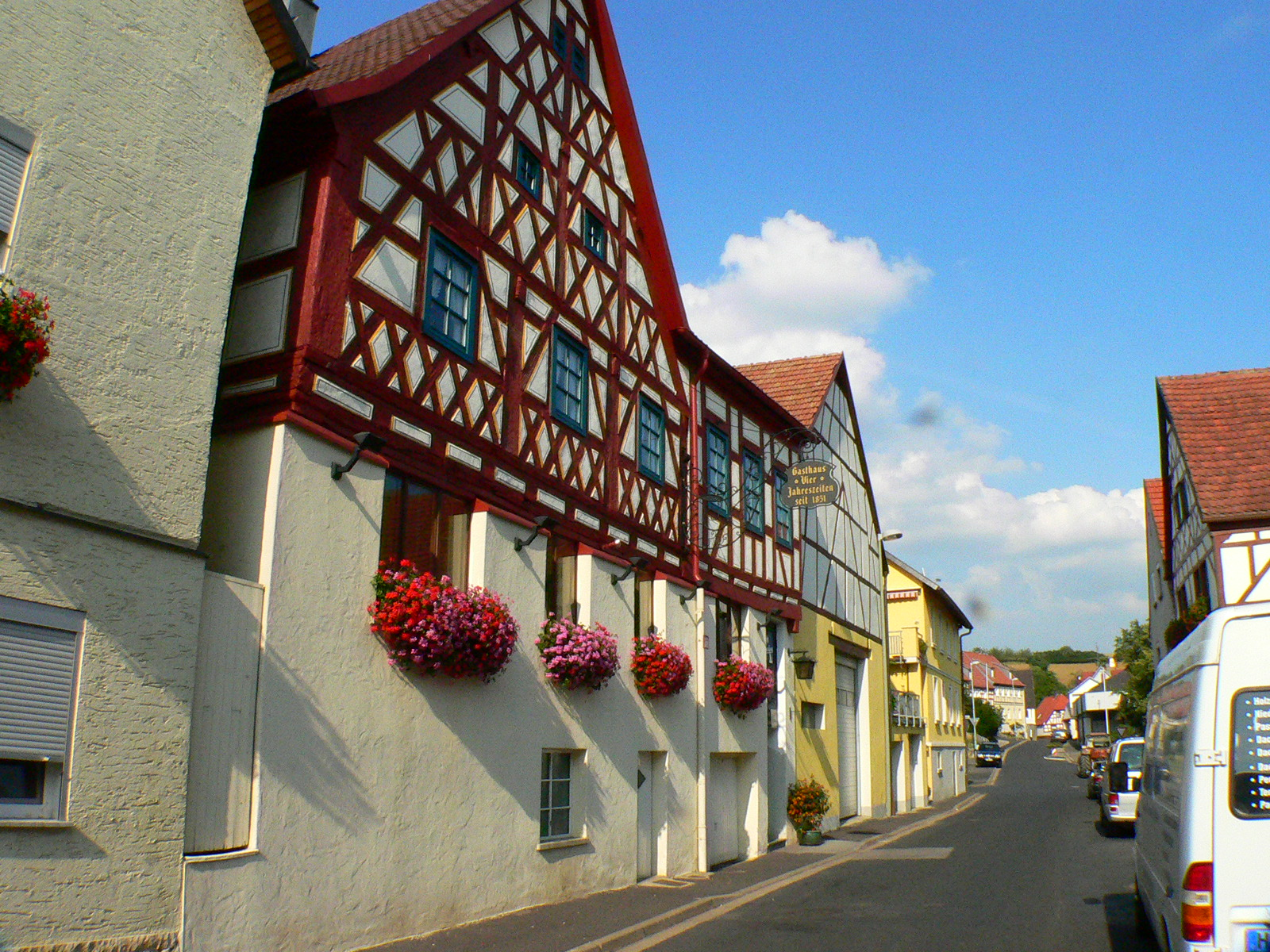
Hauptstraße von Forst, Blickrichtung Kirche

Forst (ⓘ) ist ein Gemeindeteil der Gemeinde Schonungen im unterfränkischen Landkreis Schweinfurt in Bayern.

## Geographische Lage
Das Pfarrdorf Forst liegt zwei Kilometer südöstlich von Schonungen, sieben Kilometer östlich von Schweinfurt und einen Kilometer vom Main entfernt am Südhang des Maintalrandes, etwa 70 m über dem Fluss (284 m ü. NN). Diese exponierte Lage bewirkt, dass außer dem alten Ortskern zahlreichen Neubauten entstanden sind. Die Ausdehnung erfolgte vorwiegend nach Westen in Richtung Schonungen.

## Geschichte
Die erste urkundliche Erwähnung ist für Forst 1183 bezeugt. Das Dorf bildete einen Teil der Reichsvogtei Schweinfurt und kam mit dieser als Reichslehen an die Grafen von Henneberg. Eine bedeutende Rolle für Forst spielten auch die Herren von Wenkheim. Im Markgräflerkrieg 1553 (Plünderung) und im Dreißigjährigen Krieg („verderbt“) hatte der Ort schwere Leiden zu ertragen. Das 1957/58 erbaute neue, moderne Schulhaus wird nicht mehr für die Volksschule benötigt und ist für Schulungszwecke an das Kolpingwerk vermietet.
Am 1. Mai 1978 wurde Forst in die Gemeinde Schonungen eingegliedert.

## Religion

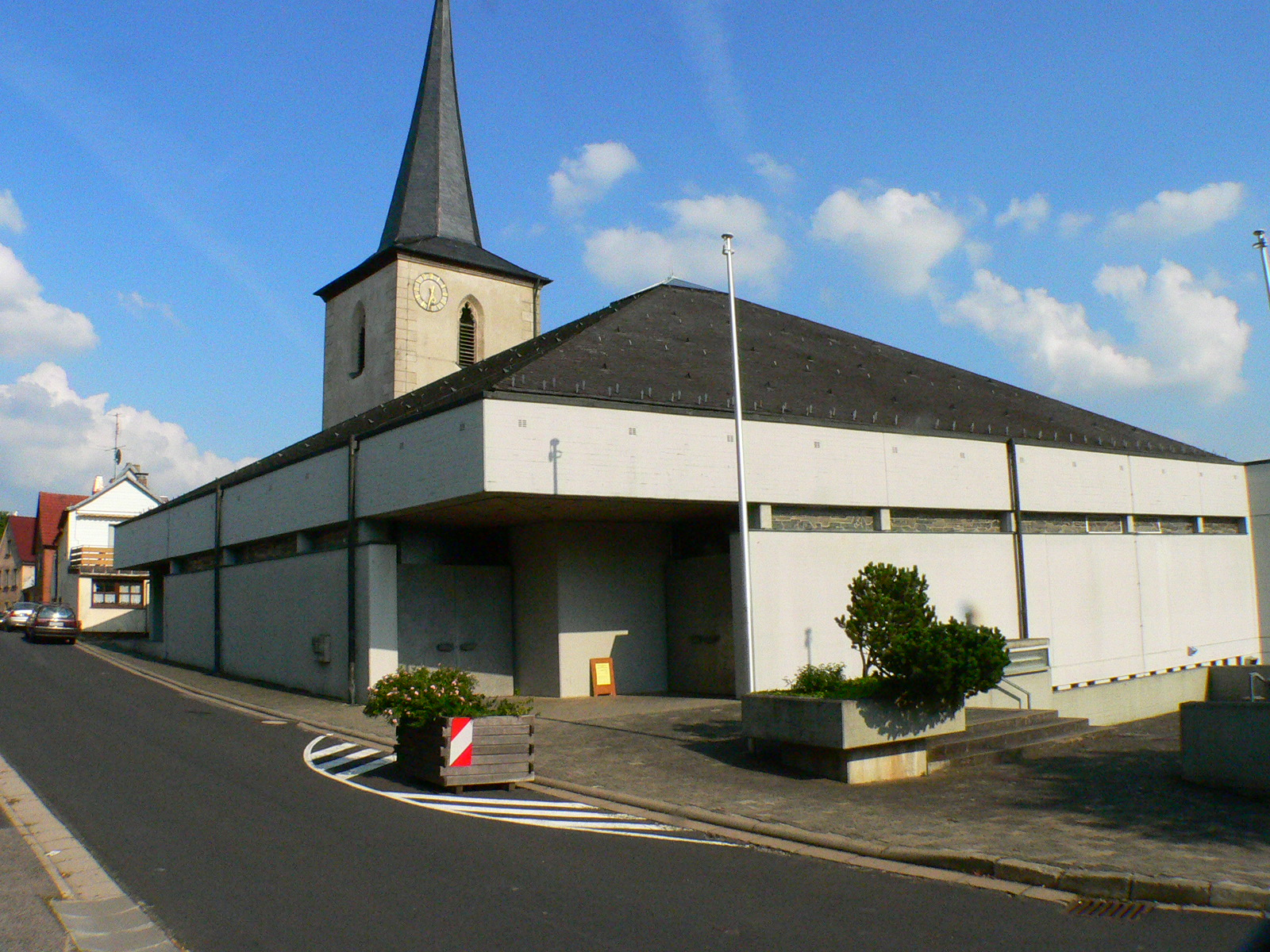
Neue Kirche mit altem Kirchturm

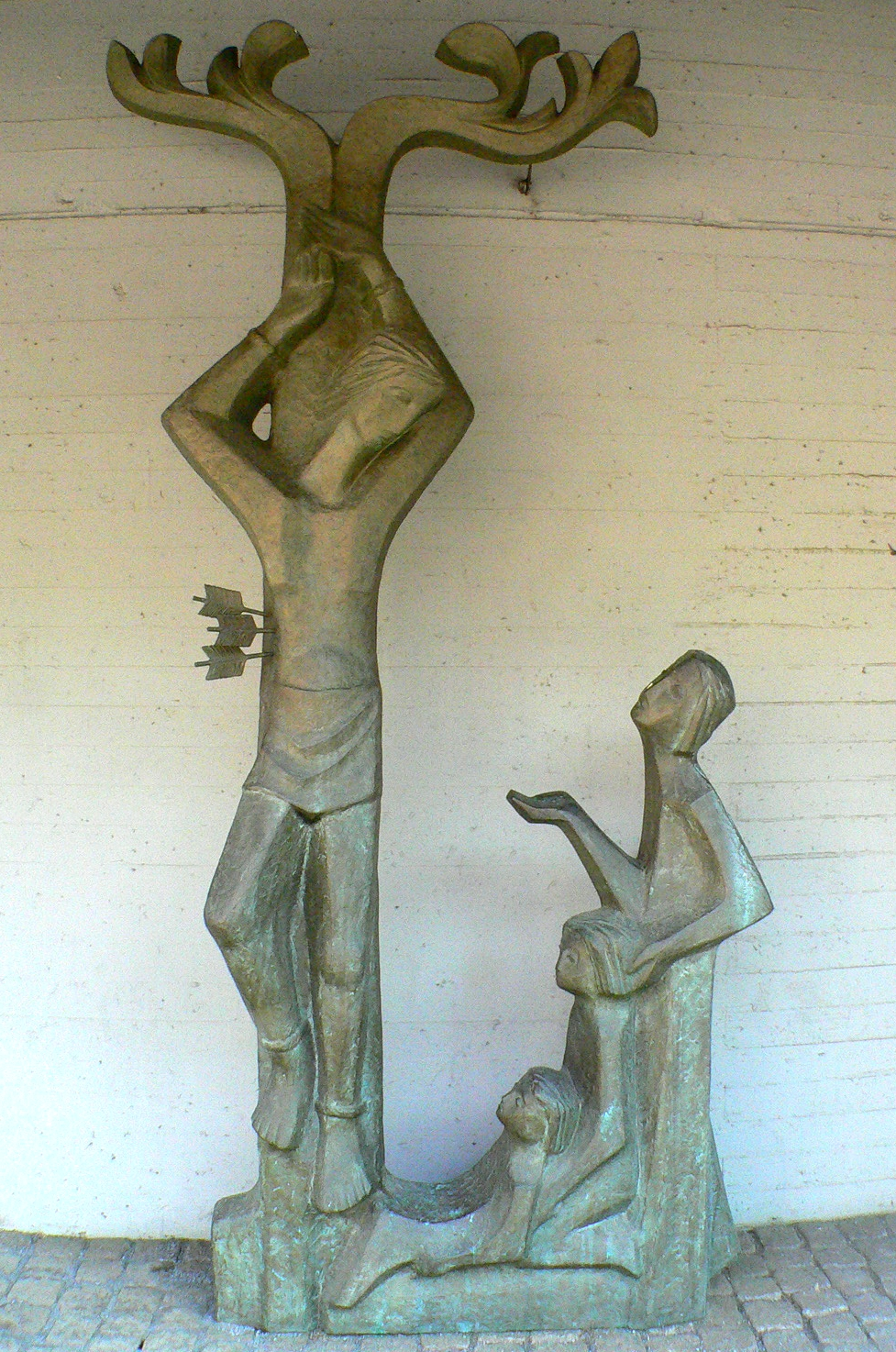
Figurengruppe St. Godehard, an der Kirche

### Pfarrei
Forst ist seit dem 15. Jahrhundert selbständige Pfarrei, seit etlichen Jahren gemeinsam mit Mainberg. Kirchenpatron ist St. Godehard. In Forst leben 732 Katholiken.

### Kirche
Die moderne Kirche, die 1970/71 an Stelle der alten Kirche von 1866 und des alten Schulhauses von 1893 erbaut wurde, kann täglich von 9:00 bis 16:00 Uhr besichtigt werden. Der alte Kirchturm, der wahrscheinlich noch von der ältesten Kirche aus dem 13. Jahrhundert stammt, blieb erhalten und bildet jetzt mit seinem Spitzhelm und dem zeltförmigen Kirchenschiff den Schwerpunkt im Ortsbild. Kirchenpatron ist der Heilige Godehard.

### Pfarrgemeinderat
Der Pfarrgemeinderat besteht aus acht Mitgliedern.

## Kultur

### Baudenkmäler

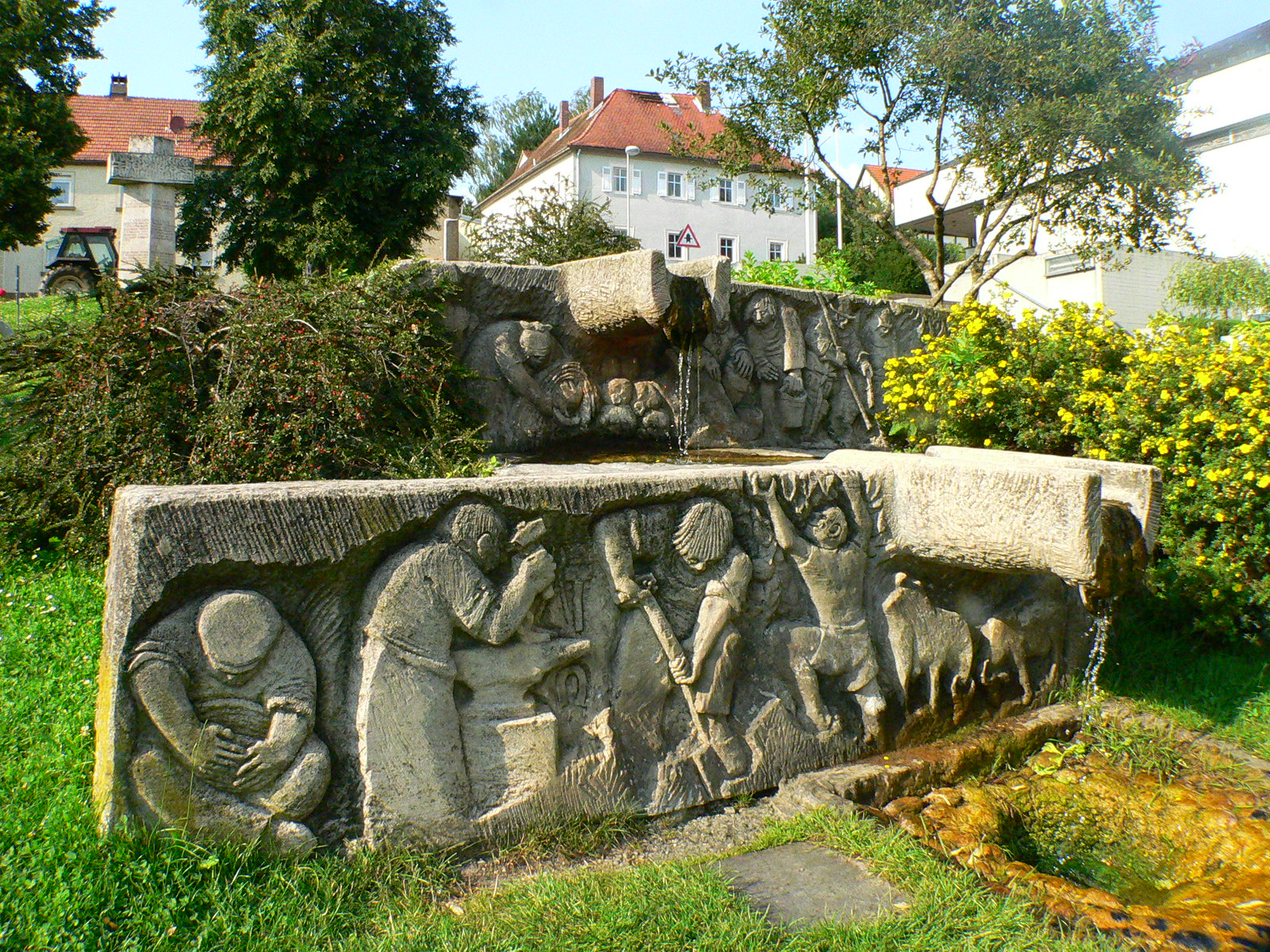
Sandsteinbrunnen am Anger (Untere Straße)

- Das alte Zehnthaus aus dem Jahre 1567 sowie andere Fachwerkhäuser in den alten Straßen, die sich in Dorfmitte am Anger treffen
- Das Kriegerdenkmal und daneben ein schöner Natursteinbrunnen
- Kirche St. Godehard (siehe Pfarrei)
- Botensteig-Arena des TSV Forst
- Teile der alten Dorfmauer im Hinterhof der Kirche

### Veranstaltungen
Jährliche Veranstaltungen sind:
- Knutfest des TSV Forst
- Forster Karneval
- Pfarrfest der Pfarrgemeinde
- Party-Weekend des TSV Forst
- Kirchweih

## Wirtschaft
- In der bereinigten Flur wird neben herkömmlichen Feldfrüchten auch Spargel angebaut.
- Die Forster Kirschen sind in der Region und darüber hinaus bekannt.
- Im nordöstlichen Gemeindebereich zwischen Forst und Waldsachsen erzeugen elf Windkraftanlagen, die auf dem Gebiet der Gemeinde Schonungen (Ortsteil Waldsachsen) liegen, mit je 1,0 und 2,3[3] MW Leistung Strom.

### Verkehr
Forst ist durch die Kreisstraße SW 23 mit der B 26 verbunden.
Ebenfalls führen die Buslinien 8130 (Schweinfurt–Aidhausen) sowie 8156 (Schweinfurt–Haßfurt) des Omnibusverkehr Franken (OVF) durch den Ort und sorgen für eine gute Verkehrsanbindung in alle Richtungen.

## Persönlichkeiten

### Söhne und Töchter des Ortes
- Sebastian König, TV-Moderator und Schauspieler
- Ron Mihalko, ehemaliger amerikanischer Hauptfeldwebel mit den längsten fortlaufenden überseeischen Einsatzzeiten von einem Standort, der U.S. Army Garrison Schweinfurt, lebt seit 1997 in Forst